# Byrrhinus hirsutus
Byrrhinus hirsutus är en skalbaggsart som beskrevs av Maurice Pic 1922. Byrrhinus hirsutus ingår i släktet Byrrhinus och familjen lerstrandbaggar. Inga underarter finns listade i Catalogue of Life.